# 坂本典男
坂本 典男（さかもと のりお、1959年5月20日 - ）は、青森県三戸郡南部町出身の元競輪選手。日本競輪学校（当時。以下、競輪学校）第51期生。

## 来歴
坂本勉（57期）は実弟であり、当人が師匠を務めた。また、坂本昌宏（91期）と坂本周作（105期）は実子、坂本貴史（94期）、坂本周輝（100期）、坂本紘規（117期）は甥（ともに勉の実子）にあたる。
青森県立三戸高等学校を経て日本大学へと進む。同大学在籍時代には、1979年の全日本大学対抗選手権自転車競技大会（インターカレッジ）・1kmタイムトライアルで優勝、1980年の全日本アマチュア自転車競技選手権大会では、スクラッチレース（現在はスプリントに名称変更）で優勝し、同年開催のモスクワオリンピック日本代表選手に選出されたが、同年5月24日、日本オリンピック委員会(JOC)が同大会の不参加を決定したことから、オリンピック出場は幻となってしまった。
その後、競輪学校に51期生として入学。同期には本田晴美、山田英伸、戸邉英雄などがいる。競輪学校時代の競走成績は73勝を挙げ第2位。
1983年4月22日、前橋競輪場でデビューし、初勝利を挙げた。1985年 - 1994年頃まで、常時特別競輪（現在のGI）の出場機会を得ていたが、特筆すべき戦績は残していない。
2014年1月9日、選手登録消除。通算成績は、2546戦353勝、優勝19回。